# Ann Rutherford
Therese Ann Rutherford (født 2. november 1917 i Vancouver, død 11. juni 2012 i Beverly Hills), kendt som Ann Rutherford, var en amerikansk-canadisk skuespiller. Hun var blandt andet kendt for sin rolle som Scarlett O'Haras yngre søster, Carree, i filmen Borte med Blæsten fra 1939.